# Барде, Мари-Терез
Мари-Терез Луиз Барде (англ. Marie-Therese Louise Bardet, урожд. Джегат (англ. Jegat; 2 июня 1898 года — 8 июня 2012 года) — французская долгожительница. После смерти Марсель Нарбонн 1 января 2012 года и до своей собственной смерти являлась старейшим живущим человеком во Франции и в Европе.

## Биография
Мари-Терез Барде родилась 2 июня 1898 года в Луаре, Франция. Её матерью была незамужняя Мари-Луиз Джегат.
В неизвестный момент Мари-Терез вышла замуж за мужчину с фамилией Барде и родила двух детей, которых они назвали Лион и Жанна. Оба её ребёнка были живы на 114-й день рождения Барде, им было 90 и 88 лет соответственно.
На её 114-летие она имела плохие слух и речь, однако она могла есть вместе с другими жильцами её дома престарелых.
Спустя всего 6 дней после 114-летие, Мари-Терез Барде скончалась в Поншато, Атлантическая Луара, Франция. На момент смерти у неё было двое детей, 7 внуков, 15 правнуков и 6 праправнуков.